# Копенгагенські критерії
Копенга́генські крите́рії (англ. Copenhagen criteria) — правила, які визначають, чи має держава право приєднатися до Європейського Союзу. Критерії вимагають, щоб держава мала інститути для збереження демократичного врядування та прав людини, мала функціонуючу ринкову економіку та приймала зобов’язання та наміри Європейського Союзу.
У червні 1993 р. Європейська рада на своєму засіданні в Копенгагені визнала право кожної європейської країни, яка визнає положення статті 6, пункт 1 Угоди про утворення Європейського Союзу, вступати до Європейського Союзу після виконання ними низки вимог за трьома критеріями:
- Політичний — стабільність установ, які гарантують демократію, верховенство права, дотримання прав людини та захист прав меншин.
- Економічний — дієва ринкова економіка.
- Членський — зобов'язання, які випливають із факту вступу до ЄС, зокрема, визнання його політичних, економічних та монетарних цілей.

Так звані «копенгагенські критерії» або критерії вступу були підтверджені в грудні 1995 р. на Мадридському засіданні Європейської ради, яка підкреслила, крім того, значення перебудови адміністративних структур країни-заявника і створення умов поступової гармонійної інтеграції в ЄС.
Утім ЄС лишає за собою право визначати момент, коли він буде готовий прийняти нових членів.

## Критерії членства в Європейському Союзі
Під час переговорів про приєднання з країнами-кандидатами, відбувається регулярний моніторинг дотримання Копенгагенських критеріїв. На основі даних моніторингу ухвалюються рішення про приєднання та час приєднання країни, та дії, які необхідно перед тим здійснити.
Критерії членства в Європейському Союзі (англ. European Union Membership criteria) визначені в трьох документах:
- Маастрихтський договір 1992 року (Стаття 49) — географічні та загальні політичні критерії
- Декларація Європейської ради 1993 року в Копенгагені, тобто Копенгагенські критерії, в яких детальніше описані загальні критерії:
  - політичні
  - економічні
  - законодавчі
- Схема переговорів з окремою країною-кандидатом
  - окремі та детальні умови
  - твердження, яке наголошує на тому, що приєднання нової країни не може відбутись, поки не буде вирішено, що Союз має «здатність до приєднання» нового члену.

При ухваленні в 1993 році не існувало механізму, який би гарантував, що наявні країни-члени ЄС відповідають цим критеріям. Однак, було схвалено рішення стежити за дотриманням цих критеріїв, вслід за «санкціями», накладеними на уряд Австрії Вольфганга Шуселя (нім. Wolfgang Schüssel) на початку 2000 року урядами інших 14 країн-членів Союзу. Ці домовленості вступили в дію 1 лютого 2003 року в рамках Ніццького договору.

## Географічні критерії
Стаття 49 (колишня стаття O) Договору про утворення Європейського Союзу (TEU) або Маастрихтський договір визначає, що будь-яка європейська країна, яка поважає принципи ЄС, може подавати заявку на приєднання. Про приєднання до ЄС неєвропейських країн не згадується, але з відомих прецедентів відмови Марокко та переговорів про найтіснішу інтеграцію Ізраїля свідчать про неможливість приєднання неєвропейських країн. Однак, існують різні визначення «європейськості», й питання приналежності країни до Європи є «предметом політичних дискусій» Європейської Комісії, і, що важливіше Ради.
Існують прецеденти, коли частини країн-членів ЄС розташовані за межами Європи, наприклад Французька Гвіана розташована в Південній Америці і є складовою частиною Франції. Гренландія, яка є частиною континенту Північної Америки, приєдналася до Європейської економічної спільноти в 1973 році як залежна від Данії територія, але вирішила покинути ЄС в 1983 році, через 4 роки після здобуття права на внутрішнє самоврядування.

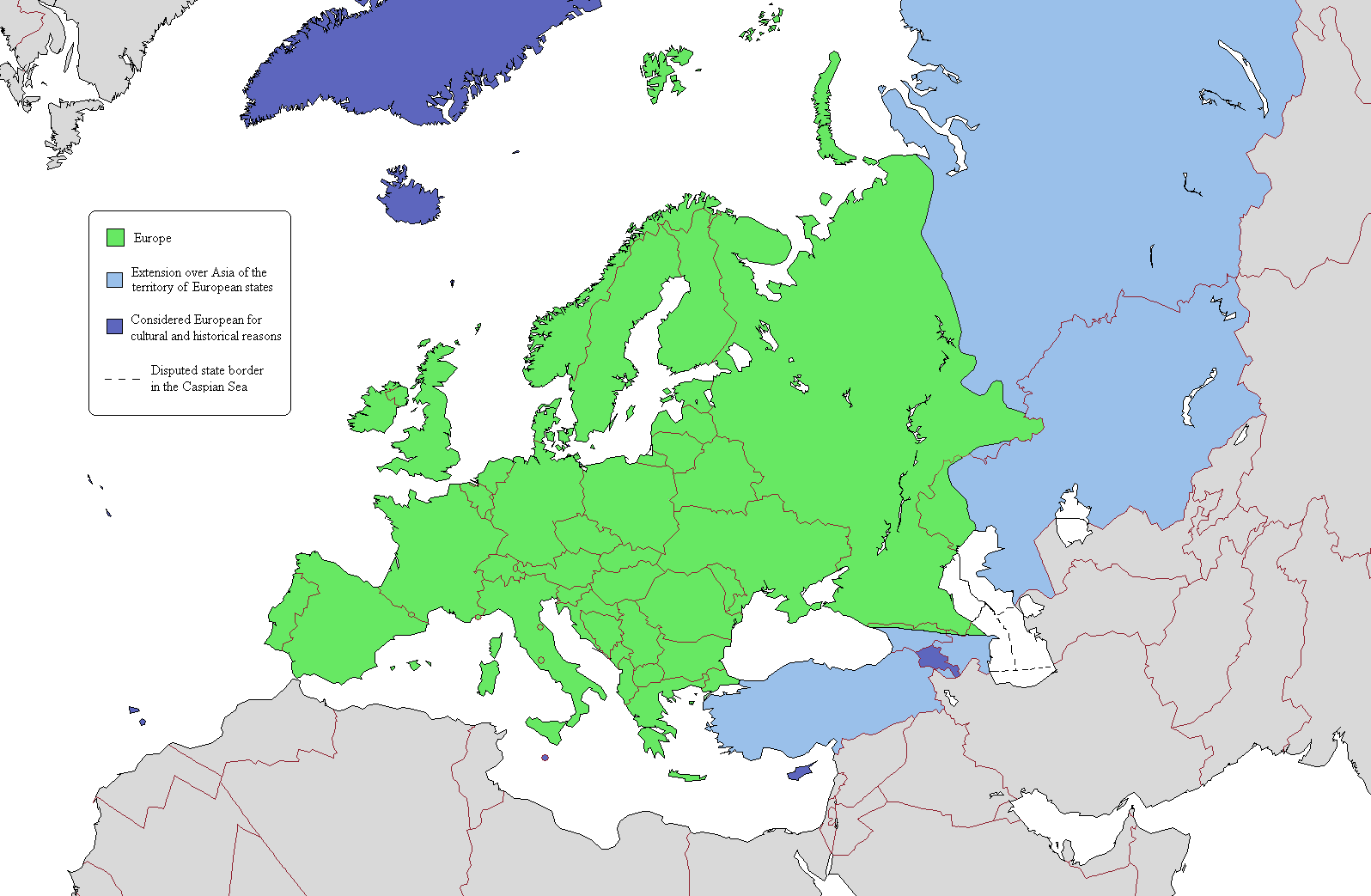
Кордони Європи згідно з однією з точок зору.
Європейська територія Європейських держав
Територія Європейських держав в Азії
Території, які інколи відносять до Європи

Грузія належить до трансконтинентальних країн, яка має наміри приєднатись до ЄС. Вона знаходиться на кордоні між Європою та Азією, при цьому приблизно 65 % її території знаходиться в Європі. Вона є членом Ради Європи, а Європейська Комісія визнала її Європейською державою через культурну та релігійну приналежність до континенту.

## Політичні критерії

### Демократичність
Дієве демократичне правління має забезпечувати рівне право для всіх громадян країни брати участь в політичних процесах ухвалення рішень на всіх рівнях влади, від місцевого самоврядування до національного. Необхідна наявність вільних виборів за умови дотримання таємного голосування, права на створення політичних партій без перешкоджання з боку держави, справедливого та рівного доступу до вільної преси; вільних профспілкових організацій, свободи думки, а виконавча влада має бути обмежена законами та дозволяти рівний доступ до судів незалежно від неї.

### Верховенство права
Верховенство права передбачає, що орган державної влади може діяти лише в рамках справедливих законів, прийнятих у встановленому порядку. Призначення цього принципу полягає в захисті від сваволі влади.

## Права людини
Права людини «невідчужні» і належать всім людям, тобто ними не можна наділити, їх неможливо надати, обмежити, обміняти, або продати (наприклад, людина не може продати себе в рабство). До них належать право на життя, право бути притягнутим до судової відповідальності лише відповідно до законів, які існували на момент скоєння злочину, право бути вільним від рабства і право на свободу від катувань.
Загальна декларація прав людини вважається найавторитетнішим нормативним документом у галузі прав людини, хоча у неї немає такого ефективного механізму забезпечення дотримання положень, як у Європейської конвенції з прав людини. Дотримуватися вимоги цієї конвенції зобов'язані й кілька країн, які нещодавно приєдналися до ЄС з метою здійснення серйозного реформування законодавства, державних служб і судової системи. Багато змін, мають відношення до свобод і прав етнічних і релігійних меншин, або усунення нерівності у зверненні між різними політичними групами.

## Повага та захист прав меншин

Поточні члени (27)
Кандидати, що ведуть переговори (6)
Кандидати (2)
Потенційний кандидат
Кандидат із замороженими переговорами

Члени національних меншин повинні мати можливість зберегти свою культуру і мати право на свою рідну мову (наскільки це не суперечить дотриманню прав інших людей, а також демократичним процедурам та загальній законності), вони також не повинні страждати від будь-якої дискримінації.
Відповідна конвенція Ради Європи з цього питання була великим проривом у цій галузі. Однак, конвенція досі не включає чітке визначення таких меншин. Як наслідок, багато хто з її підписантів, додали офіційні роз'яснення, які описують, хто в їхній країні зараховується до меншості. Деякі приклади представлено нижче. Заяви, зроблені у зв'язку з договором № 157. Рамкова конвенція про захист національних меншин включає:
- в Данії: «німецька меншина у Південній Ютландії»;
- в Німеччині: «Данці з німецьким громадянством та Серболужичани з німецьким громадянством, етнічні групи, які традиційно проживають у Німеччині, фризи, сінті та роми з німецьким громадянством»;
- в Словенії: «італійські та угорські національні меншини»
- в Об'єднаному Королівстві меншини Корніш у Корнуолл та ірландські націоналісти і республіканці в Північній Ірландії.
- в Австрії — сербські, хорватські, словенські, угорські, чеські, словацькі, циганські і групи синті.
- в Румунії близько 20 національних меншин.
- в Ірландії: Ірландські мандрівники.

Багато інших підписантів заявили, що не мають будь-яких національних меншин.
Був досягнутий консенсус (серед експертів-юристів, так званих Венеціанських груп), що ця конвенція стосується будь-якої етнічної, мовної або релігійної групи, яка визначає себе як відмінну, яка формує історичну частину населення і нинішньої меншини в чітко визначеній області, і яка підтримує стабільні та дружні відносини з державою, у якій вона живе. Деякі експерти в країни хотіли просунутись ще далі. Однак деякі нові групи меншин, як, наприклад, іммігранти, які ніде не згадуються, стурбовані цією конвенцією.

## Економічні критерії
Економічні критерії, в широкому сенсі, вимагають наявність ринкової економіки та здатність виробників витримати конкуренцію в рамках Союзу. Європейська система обмінних курсів використовувалась для підготовки як нових країн, так і дійсних членів для приєднання до Єврозони.

## Юридична гармонізація
Останнім критерієм, який не належить до Копенгагенських, є вимога, аби всі майбутні члени узгоджували своє законодавство з Європейськими актами, також відомими як доробок спільноти або acquis communautaire. При підготовці до кожного приєднання, доробок розбивається на окремі розділи, кожний із яких належить до окремої галузі. Під час п'ятої хвилі збільшення Європейського Союзу, якою було приєднано Болгарію та Румунію у 2007 році, доробок було поділено на 31 розділ. Для переговорів із Хорватією та Туреччиною, його було поділено на 35 розділів.